# Her Dangerous Path

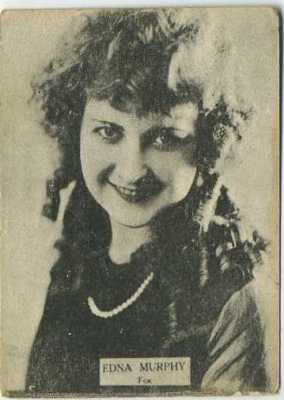
Edna Murphy, que interpreta Corinne Grant no seriado.

Her Dangerous Path é um seriado estadunidense produzido em 1923, gênero aventura, dirigido por Roy Clements, em 10 capítulos, estrelado por Edna Murphy e Charley Chase. Produzido pelos Hal Roach Studios e distribuído pela Pathé Exchange, veiculou nos cinemas estadunidenses entre 12 de agosto e 14 de outubro de 1923.

## Elenco
- Edna Murphy - Corinne Grant
- Charley Chase - Glen Harper (creditado Charles Parrott)
- Hayford Hobbs - Donald Bartlett
- William F. Moran - Dr. Philip Markham
- Scott Pembroke - Dr. Harrison (creditado Percy Pembroke)
- William Gillespie - John Dryden
- Glenn Tryon - Reporter
- Ray Myers - Clinton Hodge
- Colin Kenny - Stanley Fleming
- Eddie Baker - Jack Reynolds (creditado Ed Baker)
- Fred McPherson - Professor Comstock
- Frank Lackteen - Malay George
- Sam Lufkin - Sam Comstock
- Fong Wong - Oracle of the Sands

## Capítulos[3][4]
1. What the Sands Told
2. Fetters of Gold
3. At the Brink
4. If You Become a Society Reporter on a Newspaper
5. If You Marry an Artist
6. If You Marry a Rancher
7. Should She Become a Society Reporter
8. Should She Marry a Scientist
9. Should She Become Assistant to a Detective
10. Corinne Makes Her Choice